# Ahmet Nur Çebi
Ahmet Nur Çebi, född 1959 i Trabzon i Turkiet är Beşiktaş JK nuvarande president. Han tog över 2019 efter att Fikret Orman lämnade.